# Adriana Behar
Adriana Brandão Behar (ur. 14 lutego 1969 w Rio de Janeiro) – brazylijska siatkarka plażowa żydowskiego pochodzenia. Dwukrotna wicemistrzyni olimpijska z 2000 i 2004 r. W obu turniejach jej partnerką była Shelda Bede.
Adriana Behar razem z Sheldą Bede dwukrotnie zdobyły złote medale mistrzostw Świata. W 2010 r. została uhonorowana członkostwem w Volleyball Hall of Fame.

## Sukcesy
- Mistrzostwa Świata:
  -  1999, 2001
  -  2003
  -  1997